# Marie-Hélène Syre
Marie-Hélène Syre (Ruan, 5 de marzo de 1958) es una jinete francesa que compitió en la modalidad de doma.
Ganó una medalla de bronce en el Campeonato Europeo de Doma de 1995, en la prueba por equipos. Participó en los Juegos Olímpicos de Atlanta 1996, ocupando el cuarto lugar en la misma prueba.

## Palmarés internacional
| Campeonato Europeo | Campeonato Europeo   | Campeonato Europeo | Campeonato Europeo |
| Año                | Lugar                | Medalla            | Categoría          |
| ------------------ | -------------------- | ------------------ | ------------------ |
| 1995               | Mondorf (Luxemburgo) | Medalla de bronce  | Por equipos        |